# 翅多型
翅多型（はねたけい）あるいははね多型とは、昆虫に見られる多型現象のひとつで、翅の長さに多型が見られるものである。多くの場合、長い翅を持つものは飛行能力が高く、よく飛ぶため、より遠くへと移動してゆく。多くは個体群密度にかかわるもので、個体群密度の上昇に伴って移動能力の高い個体が出現して分散能力を高めるものと考えられている。

## 概説
同種の個体に形態的な差を生じることを多型現象というが、翅多型は、昆虫類において、同一個体群内で羽根の長さにはっきりした多型を生じるものを翅多型、あるいは翅型多型という。長さにはっきりとした違いがある場合、長い方を長翅型、短い方を短翅型という。種によっては全く翅を生じない個体が出るものもあり、その場合は無翅型といい、翅のあるものを有翅型と言う。これらの個体は、その行動にも差が見られることが多く、一般的には翅の発達している方が活動的で積極的に飛ぶ。また飛行の持続時間にも差があることが分かっている例もある。そのため、翅の発達した方は分散に適した型と見られ、これらは定着して増殖する型と移動して新しい生息地を探す型に分化したものと考えられる。
一般的には、このような二つの型を持つものは、ある程度集団で生活するもの、それも繁殖して増えたものが集団を作る昆虫に多く見られ、その密度が高くなると長翅型が出現する傾向がある。つまり、個体群密度が上昇すると、その区域以外の場所へ移動する個体が出現する、という案配である。
飛蝗に典型的に見られる、いわゆる相変異に似た部分が多い。バッタでも翅の長さにも変異が見られ、翅の長いものが移動する。またその変異には個体群密度が強く影響し、密度が高まると移動型に変化する点も共通である。そのため翅多型を相変異の一つと考える場合もあるが、重要な違いも存在する。また、広く考えれば密度効果が個体の形態の変異として現れる例でもある。
これらの多型の出現は主としてコロニー内部の密度によるが、ホルモン、遺伝子によっても支配されていることが知られる。また、日長や温度の影響が見られる例もあり、その場合は生活環との関係が強い。

## 具体例
典型的な例の一つにアブラムシ類がある。アブラムシ類は、好適な条件下では、一般に雌が単為生殖によって雌の子を産み、その子も単為生殖を行うことで急速に増殖し、密な集団を作る。あまり集団の密度が高くなると次第に幼虫が歩いて分散を行い、密度の低い場所で新たな集団を形成する。この間、大部分の個体は翅を全く持たないが、同時に、少数ながら翅の発達した個体（有翅個体）が出現する。さらに個体群密度が高まると、大部分の個体が有翅虫となるに至る。これらの有翅虫はすぐに宿主植物から飛び去り、新たな宿主を探す。新たな宿主を見つけた場合、有翅虫はそこに定着し、無翅の雌を生み始める。
これらの有翅虫と無翅虫とは形や色、大きさでも差があり、また生育期間や温度においても、有翅虫の方がより長い期間、高い温度を必要とする。また一個体の出産数は有翅虫が無翅虫の約半分と少ない。
なお、アブラムシの生活環は複雑で、雌雄が出現したりと言った異なった様相を示す局面もある。ここで説明しているのは、単為生殖によって増えている時期での話である。
この多形現象での有翅虫出現の要因は、ほぼ個体群密度によることが実験的に示されている。多くの例で、葉の上のアブラムシの個体数を調節して、有翅虫の出現数を見る実験が行われ、密度と有翅虫出現に強い相関があることが示されている。もちろんこれが直接に個体群密度ではなく、それが葉に与えるダメージや葉の栄養状態を変えることによるとの判断もあり、むしろそう判断する研究者が多かった。しかし、たとえばアブラムシの吸収する葉をこまめに交換したり、葉ではなく調合された栄養液を使ってもやはり個体群密度に応じて有翅虫が出現することから、この現象が密度依存のものであることは明らかとなっている。

## 相変異などとの関係
このような事例は、往々にして相変異の一つと考えられてきた。特に、その変化が個体群密度に依存し、密度が増加するにつれて、さかんに移動する型が出現する、という点では共通している。しかしながら、典型的な相変異である飛蝗の例と比べると、以下のような重要な差異がある。
- 個体群の一部が変化すること：いわゆる相変異の場合、その集団のすべての個体が一様に変化するのに対して、翅多型の場合、普通は両方の型に分かれて出現する。その結果、前者では全個体が移動を行うのに対して、後者では一部個体が移動する。
- 中間型がないこと：相変異の場合。数世代を経て次第にその姿を変えるので、両方の形の典型的なものの間に、様々な中間型がある。これに対して、翅多型の場合、個々の個体がどちらかになり、中間型はほとんど見られない。
- 集団行動を取らない。相変異では移動型個体は集団行動をする傾向が強く、一定方向へ全体が移動するのに対して、翅多型ではそのようなことは見られない。

これらの違いは、この二つの現象の意味の違いによると思われる。相変異の見られる昆虫は、乾燥地帯の草原に多く、そのような場所で、繁殖に適した場所を求めて集団で移動するような生活史を持つらしい。それに対して、翅多型の場合、全体としての移動を伴わず、より局所的な範囲での移動に関わるもののようである。

## 現れ方
昆虫の翅は、その背面を広く覆う構造なので、その長短は外見的なはっきりとした特徴となる。昆虫の和名でハネナガとかコバネなどがよく見られるのはこれによるが、同様に長翅型と短翅型も一目で見て取れることが多い。長翅型では背中を完全に覆う翅が、短翅型では背中を覆いきれない例も多い。しかし、コウチュウ目など前翅が飛行にあまり関与しない例では後翅のみが退化し、外見的には差が見えにくい例もある。
さらに、ナガチャコガネでは、後翅の発達には差が見られないのに、飛翔筋を持つものと持たないものがあり、実質的には翅多型と同じ意味を持つ。ただしこれは翅多型と同じような適応的意味を持つものではないかも知れない。さらに奇妙なのは、フタモンホシカメなどのカメムシで知られている。このカメムシには長翅型と短翅型があり、長翅型は高密度と高温などの条件で誘発される。これは後述の通り、翅多型によく見られるものである。しかし、このカメムシでは飛翔筋が全く欠けており、長翅型、短翅型共に飛翔力がない。
このように、翅多型は外見的にわかりやすい現象であるが、実際の飛翔に関してはさらに多くの要素が関わる面があり、それらを総合して飛翔多型という語も使われることがある。さらに、分散と定位着の問題は、より広い生物全体でも重要な問題であるから、さらに広く見れば分散に関する多型現象と見ることができ、その意味で分散多型の語もある。翅多型はこの中で、昆虫ではそれが飛翔に関する部分で顕著なのだ、と見ることもできる。

## 分類群との関係
翅多型が見られる昆虫は多岐にわたる。翅多型の見られる種を持つ目は以下の通りである。これらの翅多型はそれぞれ独立に進化したものと考えるのが自然である。
- バッタ目
- ハサミムシ目
- チャタテムシ目
- カメムシ目
- アザミウマ目
- コウチュウ目
- チョウ目
- ハチ目
- ハエ目

以下、いくつかの例を説明する。

### コウチュウ目
様々な群にこれが見られる。詳しくわかっていないものも多い。マメゾウムシ類は個体群生態学に於いてモデル生物として使われた経緯があり、詳しく調べられている。
ヨツモンマメゾウムシでは長翅型と短翅型があり、雄でははっきり色彩が異なる。長翅型は非常に活発で、容器の中で短翅型が底の豆にたかっているときも容器の壁の上の方に集まり、蓋を開けるとすぐに飛び出そうとする。
この種の長翅型の出現も個体群密度に依存している。豆あたりの幼虫の個体数が一頭の場合はすべて短翅型になるが、豆あたり個体数を増やすことで長翅型が出現する。その出現率は密度に依存するが、多くしても30%を超えることはなかった。また、温度の影響も大きく、30℃で多数の長翅型が出る密度であっても、20℃では全く出現しなかった。内田はこれを個体群密度の増加により周辺温度が上昇することと結びつけている。

### カメムシ目
カメムシ目では、アブラムシ類のほとんどがこれを示す。他にも様々な例があり、ヨコバイ亜目ではアブラムシとウンカのそれがよく知られる。アブラムシについては上述の通りである。

#### ウンカの場合
ウンカについては、日本では稲作の害虫として古くからおそれられた。一般にウンカは小型でよく跳躍し、またよく飛ぶ昆虫であるが、中には羽根がないかごく短く、体が太ったものがあり、大発生の際にはこれが主力となった。繁殖力も特に強い危険な害虫としておそれられ、古くはダンゴウンカなどと呼ばれたものであった。これがトビイロウンカやセジロウンカなどの短翅型であり、同種であることは明治33年(1900)ころの向坂幾多郎と小貫晋太郎の飼育実験によって明らかになった。アブラムシと異なり、ウンカでは雌雄共に短翅型が出現するが、雄では出現する率がごく低い。体内の構造から見ると、短翅形では飛ぶための筋肉がほとんど退化しており、逆に歩くための筋肉はむしろ発達している。水田においては春に少数個体が侵入すると、それらは繁殖して短翅形を生じ、それらが数世代を繰り返すため水田の中にパッチ状に被害区域ができる（坪枯れと言う）。そこで次第に長翅型が生まれ、水田から外に出て越冬するようになる。ただし現在ではこのようなウンカ類は日本で越冬せず、東南アジアに起原をもって、飛来増殖するものと考えられている。そこでは翅多型は地域ごとの変異の問題としても論議研究されている。

#### カメムシ亜目の場合
カメムシ亜目ではいくつかのカメムシ、アメンボ類、ナベブタムシなどが知られる。アメンボ類では、例えばシマアメンボは普通の個体は無翅であり、時に有翅個体が生じる。
沖縄のサトウキビの害虫であるカンシャコバネナガカメムシでは、長翅型と短翅型のほかに、短翅型よりさらに翅が短いものがある。これらの出現はやはり密度に依存し、高密度で長翅型が多く出現するのであるが、同時に短翅型より短い型も増えることがわかっている。それらは体格もそれ以外の型より小さくなっている。これは、条件が悪くなったときに、遠くに移動するのは有効な戦略ではあるが、危険が伴い、力がない場合は全滅するかも知れない。したがって、それをあきらめて悪くなった環境下でも何とか増殖する、というのがそれなりに有効な戦略なのだろうとされる。実際にカンシャコバネナガカメムシのコロニーから多数の長翅型が飛び去った後、サトウキビの被害が減少してその株が元気になる、という例が見られるという。
またこの種では長翅型と短翅型の出現に日長と温度が影響することも知られている。日長では長日が、温度については高温の方が長翅型が出やすい。沖縄ではこの昆虫は年三化性で、春・夏・秋に発生するが、長翅型が出やすいのはこのうちの夏であり、冬は短翅型ばかりになる。この意味について、夏に繁殖が激しく、高密度になりやすいこと、サトウキビの栽培面積も増えるので移動に都合がよいことによるかも知れないとの判断もある。
アメンボでは、高知の個体群で長日では短翅型、休眠を誘発するよりやや長い短日で長翅型が出る。この種も年三化性で、これを季節に当てはめると春の世代は短日型で繁殖を行い、夏の世代は長翅型、秋の個体も長翅型となる。夏以降の雨の多い時期には水域も増えるから、移動し分散するのにも適していると考えられる。

### ハチ目
アリには翅を持つ生殖虫と無翅の働きアリがいるが、このような変異は普通は社会性に関わる階級の差による変異と考え、翅多型とはいわない。しかし、生殖虫は移動して新しいコロニーを作るものであり、その点では似た部分はある。
しかし、アリの中には女王となる生殖虫に翅多型が見られる例が知られる。普通は有翅の生殖虫が巣外に飛び出し、そこで交尾して新たな巣を作る。ところが、分散を行わない生殖虫の例があり、それは巣内や巣のすぐそばで交尾をして、その後に既存の巣に入り込む。そこで集団が分かれて分巣する場合や、複数の生殖虫を擁する群れとなる。このような生殖虫では短翅型や無翅型となる例が知られている。

## 遺伝子やホルモンとの関係
翅多型については、当初は密度効果的な面が重視された。しかし遺伝子などにより決定される部分があることも知られ始めている。
ホルモンに関しては、アラタ体から分泌される幼若ホルモンが翅型の決定に重要で、濃度が高いと短翅型になる。また、遺伝子に関しても一つの対立遺伝子で決定される場合や複数の対立遺伝子により決定される場合が知られている。
上記カンシャコバネナガカメムシの場合、高密度で飼育して得られた長翅型と短翅型をそれぞれ交配させた場合、低密度飼育ではいずれも短翅型が出た。ところが高密度飼育では、長翅型の子は長翅型になったのに対して、短翅型の子はより短翅型になった。このようなことから、高密度になった場合に長翅型化するかどうかに遺伝子が関与していると見られる。

## 生活の型との関係
このような変異を持つ昆虫は、移動した先でよい生息環境を見つけると、そこで繁殖して集団を作る、というものが多い。このような型の生物をコロナイザーということもある。理論的には、このような型の生物においては、移動能力と繁殖能力を出来るだけ大きくするように自然選択が行われると考えられる。このような視点から見ると、翅多型は、この両面をそれぞれ別の型が分担するようになったと見ることができる。長翅型は高密度の状態から脱出すると言うよりは、新たな移植先を開拓する役割を担っていると見ることができる。